# Prosperidad
Prosperidad is een gemeente in de Filipijnse provincie Agusan del Sur op het eiland Mindanao. Bij de laatste census in 2007 had de gemeente ruim 75 duizend inwoners.

## Geografie

### Bestuurlijke indeling
Prosperidad is onderverdeeld in de volgende 32 barangays:
| - Aurora - Awa - Azpetia - La Caridad - La Perian - La Purisima - La Suerte - La Union - Las Navas - Libertad - Los Arcos | - Lucena - Mabuhay - Magsaysay - Mapaga - Napo - New Maug - Patin-ay - Poblacion - Salimbogaon - Salvacion - San Joaquin | - San Jose - San Lorenzo - San Martin - San Pedro - San Rafael - San Roque - San Salvador - San Vicente - Santa Irene - Santa Maria |

## Demografie
Prosperidad had bij de census van 2007 een inwoneraantal van 75.390 mensen. Dit zijn 4.575 mensen (6,5%) meer dan bij de vorige census van 2000. De gemiddelde jaarlijkse groei komt daarmee uit op 0,87%, hetgeen lager is dan het landelijk jaarlijks gemiddelde over deze periode (2,04%). Vergeleken met de census van 1995 is het aantal mensen met 13.586 (22,0%) toegenomen.

De bevolkingsdichtheid van Prosperidad was ten tijde van de laatste census, met 75.390 inwoners op 505,15 km², 149,2 mensen per km².